# Чемпионат мира по фехтованию 1953
Чемпионат мира по фехтованию в 1953 году проходил в Брюсселе (Бельгия). Среди мужчин соревнования проходили в личном и командном зачёте по фехтованию на саблях, рапирах и шпагах, среди женщин — только первенство на рапирах в личном и командном зачёте.

## Общий медальный зачёт
| Место | Страна    | Золото | Серебро | Бронза | Всего |
| ----- | --------- | ------ | ------- | ------ | ----- |
| 1     | Венгрия   | 4      | 2       | 2      | 8     |
| 2     | Италия    | 2      | 3       | 3      | 8     |
| 3     | Франция   | 2      | 3       | 0      | 5     |
| 4     | ФРГ       | 0      | 0       | 1      | 1     |
| 4     | Польша    | 0      | 0       | 1      | 1     |
| 4     | Швейцария | 0      | 0       | 1      | 1     |
| Всего | Всего     | 8      | 8       | 8      | 24    |

## Медалисты

### Мужчины
| Дисциплина                  | Золото | Серебро | Бронза |
| --------------------------- | --- | --- | --- |
| Шпага Личное первенство     | Йожеф Шакович | Барнабаш Берженьи | Фьорендзо Марини                                                                                             |
| Шпага Командное первенство  | Италия · Джорджо Анлезио · Франко Бертинетти · Джузеппе Дельфино · Эдоардо Манджаротти · Карло Павези · Дарио Манджаротти | Франция · Эдуар Артига · Даниэль Дагалье · Морис Ю · Арман Муйяль · Жан-Пьер Мюллер · Жерар Руссе                        | Швейцария · Жюль Амез-Дроз · Рихард Амстад · Мишель Эвекоз · Умберто Менегалли · Фернан Тьебо · Марио Валота |
| Рапира Личное первенство    | Кристиан д’Ориола | Эдоардо Манджаротти | Манлио Ди Роза                                                                                               |
| Рапира Командное первенство | Франция · Клод Бансильон · Кристиан д’Ориола · Жак Латаст · Клод Неттер · Жак Ноэль · Адриен Роммель                      | Италия · Джанкарло Бергамини · Роберто Феррари · Манлио Ди Роза · Ренцо Ностини · Эдоардо Манджаротти · Антонио Спаллино | Венгрия · Аладар Геревич · Йозеф Дюрица · Лайош Маслаи · Эндре Палоц · Йожеф Шакович · Эндре Тилли           |
| Сабля Личное первенство     | Пал Ковач | Аладар Геревич | Рудольф Карпати                                                                                              |
| Сабля Командное первенство  | Венгрия · Аладар Геревич · Тибор Берцей · Рудольф Карпати · Ласло Райчаньи · Пал Ковач · Берталан Папп                    | Италия · Доменико Паче · Гастоне Даре · Роберто Феррари · Винченцо Пинтон · Мауро Ракка · Ренцо Ностини                  | Польша · Збигнев Чайковски · Зигмунт Павлас · Лешек Суски · Ежи Павловский · Войцех Заблоцкий                |

### Женщины
| Дисциплина                  | Золото                                                          | Серебро | Бронза |
| --------------------------- | --------------------------------------------------------------- | --- | --- |
| Рапира Личное первенство    | Ирене Камбер                                                    | Рене Гариль                                                                                                  | Ильзе Кейдель |
| Рапира Командное первенство | Венгрия · Илона Элек · Маргит Элек · Каталин Кишш · Магда Жабка | Франция · Катерина Бернхайм · Рене Гариль · Раймонд Пешё · Франсуаза Майяр · Маргерит Лавань · Режин Веронне | Италия · Ирене Камбер · Велледа Чезари · Альберта Лоренцони · Дженни Дзанелли · Сильвия Струкель · Бруна Коломбетти-Перончини |